# コーディネーター
コーディネーター（英語: coordinator）とは、ものごとを調整する役の人。

## 概要
以下のような種類がある。
インテリア関連の資格でインテリアコーディネーターがあり、都市再開発関連で、財団法人再開発コーディネーター協会が認定している資格の名称は、"再開発プランナー"である。
そのほか資格名には福祉住環境コーディネーター, カラーコーディネーター検定試験, 色彩検定合格者への色彩コーディネーター、日本伝統文化コーディネーター , 日本歯科審美学会ホワイトニングコーディネーター, 全日本宗教用具協同組合#仏事コーディネーター, 全日本情報学習振興協会アシスティブテクノロジーコーディネーター試験, ジュエリーコーディネーター資格, プレハブ建築協会#プレハブ住宅コーディネーター資格認定制度、葬祭業業界での仏事コーディネーター、職業技能振興会／住宅建築コーディネーター協会#住宅建築コーディネーター,  などがある。日本ソムリエ連盟 (ANSA) 認定するのは「ワインコーディネーター」の資格である。サポートコミュニティ飛騨は災害ボランティアコーディネーター養成講座などを主催する。地球市民交流会は災害時通訳コーディネーターである「災害通訳士」資格を認定する。所属団体によってはツェリン・トブゲのように政党党首をコーディネーターという役職で呼ぶ場合もある。有償ボランティアとして、国際交流基金日米センターが日米草の根交流コーディネーター派遣プログラムを実施している。

## 再開発コーディネーター
再開発コーディネーターは、再開発事業にかかわる技術提供を行いかつ再開発事業の推進役であり、この事業の円滑な遂行にあたる職能として呼称しているもの。現在は再開発コンサルタントが行う既成市街地の再開発が中心市街地の活性化やマンションの建替えから不動産や土地資産の信託かつ証券化まで、再開発事業を円滑に進める際、多岐にわたる専門知識と経験を要し、関係利権者や事業施行者（再開発令等）の指導や調整、公共団体やディベロッパー等の事業関係者との調整を図る必要があるので、専門の職が必要と化した。

## コーディネーターの種類
- 移植コーディネーター
- カラーコーディネーター
- 治験コーディネーター
- テーブルコーディネーター
- 派遣コーディネーター
- 番組コーディネーター
- フードコーディネーター
- ブライダルコーディネーター
- ITコーディネータ
- 取材コーディネーター
- トリートメントコーディネーター
- 撮影コーディネーター
- フットボールのディフェンス・オフェンスコーディネーター
- グリーンコーディネーター
- ドリルチーム(ダンスチーム)チームコーディネーター
- アロマコーディネーター
- ボランティアコーディネーター
- ロケーションコーディネーター
- アクションコーディネーター
- インティマシー・コーディネーター
- YFU地区コーディネーター（高校生の交換留学）
- 歯科トリートメントコーディネーター
- クリニカルコーディネーター
- 薬膳コーディネーター（中国薬膳研究会/本草薬膳学院）
- 住宅建築コーディネーター（住宅建築コーディネーター協会）
- ファッションコーディネーター
- パルクールコーディネーター

## 話題
- コーディネイターとナチュラル - 日本のテレビアニメ『機動戦士ガンダムSEED』及び『機動戦士ガンダムSEED DESTINY』に登場する、遺伝子操作されているかいないかの架空の人種概念。
- ブライダルコーディネーターの事件簿 - 日本のテレビドラマシリーズ